# فابيو لاجو
فابيو لاجو (بالبرتغالية: Fábio Lago‏) هو ممثل برازيلي، ولد في 13 مارس 1970 في ايليوس في البرازيل.

## وصلات خارجية
- فابيو لاجو على موقع IMDb (الإنجليزية)
- فابيو لاجو على موقع قاعدة بيانات الفيلم (الإنجليزية)